# Partido judicial de Torrejón de Ardoz
El Partido judicial de Torrejón de Ardoz es uno de los 21 partidos judiciales en los que se divide la Comunidad Autónoma de Madrid y creado como número 2. Comprende las localidades de Torrejón de Ardoz, con una población total de 134.733 habitantes (INE 2022) que es cabeza de partido y por tanto sede de las instituciones judiciales, Ajalvir (4.751 hab), Algete (20.767 hab), Cobeña (7.551 hab), Daganzo de Arriba (10.650 hab), Fresno de Torote (2.444 hab), Fuente el Saz de Jarama (7.034 hab), Paracuellos de Jarama (26.450 hab.), Ribatejada (871 hab), Valdeolmos-Alalpardo (4.396 hab) y Valdetorres de Jarama (4.830 hab). En total son 11 municipios los que cubre con una población de 224.477 habitantes (2022).
La dirección del partido judicial se sitúa en la Avenida de las Fronteras de Torrejón de Ardoz. Cuenta con 8 juzgados de primera instancia con sedes situadas en las calles Avenida de las Fronteras, Telémaco esquina Dionisio y del Río. El juzgado Decano se sitúa en la sede de Las Fronteras. Se creó en 1988, resultado de la desmembración del partido judicial de Alcalá de Henares.